# Vivian Cardinal
Vivian Maria Lindberg Cardinal, född 16 december 1967 i Maria Magdalena församling, Stockholm, är en svensk skådespelare, sångare, artist och barnboksförfattare. Hon är dotter till pianisten Inger Lindberg.

## Biografi
Vivian Cardinal har medverkat i TV-program som: 
Doobidoo (2 gånger) Så ska det låta (4 gånger), Allsång på Skansen, Go'kväll, Lasse Berghagens födelsedagsfirande, Kronprinsessan Victorias 20-årsdag m.m. 
Hon dubbar tecknad film och hörs i produktioner som: 
Film/tecknat-dubbat: Bing, Dinosaurietåget, DocMc Stuffins, Annedroider, Pokémon, Seaside Hotell, Sam Sam, *Fifi och blomsterfröna (SVT) där hon sjunger introsången och gör två av karaktärerna (Nettan och Vallmo), Boblins där hon sjunger introsången samt ger röst åt Gulli, Balto, Nicke Nyfiken, Herkules, Gustaf 2, Ice Age 2 (sång), med m.fl.

## Teater / Musikal
- Everybody´s talking about Jamie - 2023 (Malmö Opera) Regi: Martin Rosengardten
- Ett dockhem - 2022 (Riksteatern Crea) Regi: Philip Burman
- Väninnan - 2022 (Riksteatern/Uppsala Stadsteater Regi: Dennis Sandin
- Pennskaftet - 2019 (Uppsala Stadsteater) Regi: Maria Löfgren
- Hem - 2019 (Riksteatern) Regi: Mindy Drapsa
- BUS! - Brun utan sol - 2012/13 (Riksteatern) Regi: Josette Bushell-Mingo
- Nils Karlsson Pyssling 2005 (Maximteatern) Regi: Staffan Götestam
- Fem myror är fler än fyra elefanter 2003 + 2004 Regi: Jan Åström
- Godspell 2002 (Parkteatern) Regi: Ronny Danielsson
- Hair 1999 + 2000 (Parkteatern) Regi: Ronny Danielsson

## TV och film
- 2023 - Maria Wern (TV-Serie)
- 2021 - Trevlig Helg (TV-serie)
- 2018 - Det som göms i snö (TV-serie)
- 2018 - Sthlm Rekviem (TV-serie)

- 2017 - Jordskott

- 2008-2012 Programpresentatör/Hallåa i TV4 , TV4Plus och Sjuan
- 2008-2009 Trailerspeaker Kanal9 samt TV4